# Нема промене
Нема промене је тринаести албум Драгане Мирковић, издат је 1996. године.
Према подацима овај албум је за само три дана продат у 100 000 примерака. Први пут у каријери на албуму се појавила песма са трубачима „Душу си ми опио” за коју је аранжман урадио Драган Стојковић Босанац, као и за дует „Очи пуне туге” који је снимила са Жељком Шашићем. Када је албум издат, актуелна је била латиноамеричка серија „Касандра”, инспирисана серијом Драгана је у споту „Душу си ми опио” глумила баш Касандру. Песму „Загрли ме мајко”, Весна Петковић и Бранислав Самарџић су наменски радили за љубитеље Јужног ветра. На албуму су се нашле и две обраде „Навикао си мали мој” и управо дуетска песма са Жељком која је постала огроман хит. Спот за песму „Нема промене” сниман је у Драганиној кући у Београду а циљ редитеља је био да у спот пренесе Драганину природну лепоту, док спот за песму „То није твоја ствар” неодољиво подсећа на спот са претпрошлог албума „Опојни су зумбули”. Поред наведених песама, издвојиле су се иː „Брате мој”, и „Теби љубави”.
Песма „Иди с' њом” нашла се само на ЦД верзији албума.

## Списак песама

### ЦД Верзија
1. Нема промене 
(З. Тимотић - В. Валентина)
2. Душу си ми опио 
(Традиционал)
3. Кажи збогом 
(С. Симић Камба - В. Петковић)
4. Брате мој 
(XXX - Д. Брајовић)
5. Навикао си мали мој 
(XXX - Д. Брајовић)
6. Теби љубави 
(С. Симић Камба - Д. Брајовић)
7. Загрли ме мајко 
(Бранислав - В. Петковић)
8. На растанку 
(З. Тимотић - В. Петковић)
9. То није твоја ствар 
(З. Тимотић - Д. Брајовић)
10. Иди с' њом 
(Х. Алијевић - Х. Алијевић)
11. Једно за друго 
(Љ. Ковачевић - Љ. Ковачевић)
12. За твоју љубав 
(З. Тимотић - Д. Брајовић)
13. Очи пуне туге 
(XXX - Д. Брајовић)

### Касетна верзија

#### А Страна
1. Нема промене 
(З. Тимотић - В. Валентина)
2. Душу си ми опио 
(Традиционал)
3. Кажи збогом 
(С. Симић Камба - В. Петковић)
4. Брате мој 
(XXX - Д. Брајовић)
5. Навикао си мали мој 
(XXX - Д. Брајовић)
6. Теби љубави 
(С. Симић Камба - Д. Брајовић)

#### Б Страна
1. Загрли ме мајко 
(Бранислав - В. Петковић)
2. То није твоја ствар 
(З. Тимотић - Д. Брајовић)
3. На растанку 
(З. Тимотић - В. Петковић)
4. Очи пуне туге 
(XXX - Д. Брајовић)
5. Једно за друго 
(Љ. Ковачевић - Љ. Ковачевић)
6. За твоју љубав 
(З. Тимотић - Д. Брајовић)

Б4 песма, дует саː Жељком Шашићем
Аранжманиː Златко Тимотић Злаја, Драган Стојковић Босанац, Енџи Маврић